# Château de Châteaubriant (Sainte-Gemmes-sur-Loire)
Le château de Châteaubriant est un château situé à Sainte-Gemmes-sur-Loire, en France.

## Localisation
Le château est situé dans le département français de Maine-et-Loire, sur la commune de Sainte-Gemmes-sur-Loire.

## Description
À la limite des communes de Sainte-Gemmes-sur-Loire et d’Angers, clos de murs et dominant la Maine, Châteaubriant se signale au bord de la route par deux grilles ouvragées laissant apercevoir la vaste maison d’habitation.
Une travée de fenêtres au Nord qui vient rompre la symétrie de la façade antérieure correspond à un escalier à balustres en bois du XVIIe siècle. Les façades ordonnancées régulièrement, couronnées par un fronton, les jeux de toitures aux volumes compliqués, les chaînages de pierre jouant sur le crépi : tous ces éléments s'inscrivent dans la lignée d’une architecture provinciale du XVIIIe siècle.
À l’est, une allée bordée par les communs (orangerie et chapelle) mène à un jardin potager, verger et faisanderie.
À l’ouest, une pelouse, remplaçant l'ancien potager, se termine par un
pavillon octogonal.
Dans le parc paysager de sept hectares, au sud, parcouru d’allées curvilignes, un temple sur glacière s'élève : au centre, une pièce d’eau est aménagée.

## Historique
C’est la famille de Châteaubriant, possesseur de la terre au XIIe siècle qui donna son nom à ce fief. Les propriétaires des siècles suivants effectuèrent des transformations successives sur la maison principale.
Au XVIIIe siècle, elle revint à la veuve de Gaspard van Breedenbeck qui exploitait des plantations de canne à sucre aux Antilles et fonda une raffinerie de sucre dans la Doutre à la demande de Colbert. Darlus de Montclerc acquit le domaine en 1769 et fit appel, pour transformer le château, à l’architecte angevin Bardoul de la Bigottière, auteur du château de Pignerolles, des hôtels de Livois, de Lantivy-Chemellier et de la Besnardière (détruit en 1893).
Au XIXe siècle, les propriétaires se succédèrent, chacun apportant quelques modiﬁcations : le vicomte Léonard Joseph d'Andigné de Beauregard en 1842, les Lainé-Laroche en 1864, la famille Cointreau en 1898. 
Le château est acheté par Edouard Cointreau en 1898. Le château sert de résidence d'été à la famille. L'affichiste et aquarelliste Jean-Adrien Mercier y résida jusqu'à sa mort. Le château appartient désormais à sa fille Sylvie Mercier, aquarelliste.
L'édifice est inscrit au titre des monuments historiques en 1988.